# دنهوف (داکوتای شمالی)
دنهوف(به انگلیسی: Denhoff) شهری در ایالت داکوتای شمالی کشور ایالات متحده آمریکا است که جمعیت آن در سرشماری سال ۲۰۱۰ میلادی، ۲۰ نفر بوده‌است.